# 归仁体育场
归仁体育场是一个位于越南平定省归仁市的体育场。

## 概要
归仁体育场可以容纳20000人。平时主要用于足球比赛，归仁体育场是平定足球俱乐部的主场。